# Hela familjen på vift
Hela familjen på vift är en amerikansk film från 1938 i regi av Richard Wallace. Filmen nominerades till tre Oscar, där Franz Waxman var nominerad för två för bästa musik. Filmen var även nominerad i kategorin bästa foto.

## Handling
Familjen Carleton livnär sig på svindleri och befinner sig på franska rivieran i jakt på rika personer. När myndigheterna får reda på familjens aktiviteter skickas de till London. På tåget dit möter de en stenrik änka som de utser till nästa offer, men gradvis börjar de ändra uppfattning om sitt sätt att tjäna pengar.

## Rollista
- Janet Gaynor - George-Anne Carleton
- Douglas Fairbanks, Jr. - Richard Carleton
- Roland Young - 'Sahib' Carleton
- Billie Burke - Marmy Carleton
- Minnie Dupree - Miss Fortune
- Paulette Goddard - Leslie Saunders
- Richard Carlson - Duncan Macrae
- Henry Stephenson - Mr. Anstruther
- Lawrence Grant - Mr. Hutchins
- Walter Kingsford - inspektören
- Eily Malyon - Sarah
- Tom Ricketts - Andrew
- Irvin S. Cobb - Mr. Jennings
- Lucile Watson - Mrs. Jennings
- Margaret Early - Adela Jennings
- Billy Bevan - kennelman (ej krediterad)